# Miguel Herrera
Miguel Ernesto „Piojo” Herrera Aguirre (ur. 18 marca 1968 w Cuautepec) – meksykański piłkarz występujący na pozycji prawego obrońcy, reprezentant Meksyku, trener piłkarski, od 2025 roku prowadzi reprezentację Kostaryki.

## Kariera klubowa
Herrera urodził się w mieście Cuautepec de Hinojosa, jednak razem z pięciorgiem rodzeństwa wychowywał się w stołecznym mieście Meksyk. Występował na pozycji prawego obrońcy i był obdarzony znakomitą kondycją oraz szybkością, ale też silnym charakterem i temperamentem. Profesjonalną karierę rozpoczął jako siedemnastolatek w drugoligowej ekipie Cachorros Neza, skąd rok później trafił do stołecznego zespołu Atlante FC. Tam spędził większość swojej gry w piłkę, prezentując właśnie w jego barwach najlepszą formę i odnosząc z nim największe sukcesy. W meksykańskiej Primera División zadebiutował za kadencji szkoleniowca José Antonio Roki, 3 sierpnia 1986 w zremisowanym 1:1 spotkaniu z Ángeles i szybko został podstawowym zawodnikiem drużyny. Premierowego gola w najwyższej klasie rozgrywkowej strzelił 16 listopada 1986 w wygranej 4:0 konfrontacji z Tigres UANL. Po roku odszedł do zespołu Tecos UAG z miasta Guadalajara, gdzie jednak nie potrafił sobie wywalczyć miejsca w wyjściowej jedenastce.
Rozgrywki 1988/1989 Herrera spędził w beniaminku ligi meksykańskiej, Club Santos Laguna z Torreón. Latem 1989 powrócił do Atlante, gdzie występował przez kolejne sześć lat, z roczną przerwą na grę w kolejnym beniaminku, Querétaro FC. Jako gracz Atlante zdobył tytuł mistrza Meksyku w sezonie 1992/1993, za to w 1994 roku dotarł do finału Pucharu Mistrzów CONCACAF. W połowie 1995 roku został zawodnikiem Toros Neza, gdzie podczas czterech lat w roli podstawowego gracza odniósł największy sukces w historii klubu – wicemistrzostwo Meksyku w wiosennym sezonie Verano 1997. W późniejszym czasie już po raz czwarty powrócił do swojego macierzystego Atlante, gdzie zakończył karierę piłkarską w wieku 32 lat.

## Kariera reprezentacyjna
Jako nastolatek Herrera wielokrotnie występował w juniorskich i młodzieżowych reprezentacjach – wziął udział między innymi w Turnieju w Tulonie oraz w 1987 roku w kwalifikacjach do Mistrzostw Świata U-20 w Chile. W seniorskiej reprezentacji Meksyku dał mu zadebiutować selekcjoner Miguel Mejía Barón, 4 kwietnia 1993 w przegranym 1:2 spotkaniu z Salwadorem, wchodzącym w skład eliminacji do Mistrzostw Świata 1994, na które jego drużyna ostatecznie się zakwalifikowała, jednak on sam został dyscyplinarnie wyrzucony z kadry i z tego powodu nie znalazł się w składzie na światowy czempionat. W 1993 roku został także powołany na turniej Copa América, gdzie wystąpił w czterech spotkaniach, a Meksykanie zdołali dotrzeć aż do finału, gdzie przegrali 1:2 z Argentyną. Ogółem swój bilans reprezentacyjny Herrera zamknął na czternastu rozegranych spotkaniach bez zdobytej bramki.

## Kariera trenerska
Niedługo po zakończeniu kariery piłkarskiej Herrera został asystentem trenera Atlante, Carlosa Reinoso. Na stanowisku pierwszego szkoleniowca zastąpił go w lutym 2002, po serii słabych wyników zespołu. Swoją macierzystą ekipę prowadził przez ponad dwa lata, regularnie kwalifikując się do fazy play-off, a z posady zrezygnował w maju 2004. Zaraz po tym podpisał kontrakt z CF Monterrey i już w pierwszym sezonie w tej ekipie, Apertura 2004, wywalczył z nim wicemistrzostwo Meksyku, po porażce w dwumeczu finałowym z Pumas UNAM. Sukces ten powtórzył również rok później, podczas rozgrywek Apertura 2005, gdzie tym razem jego drużyna uległa w finale Toluce. Ze stanowiska odszedł we wrześniu 2007 po pięciu meczach z rzędu bez zwycięstwa. W sezonie Clausura 2008 był szkoleniowcem Tiburones Rojos de Veracruz, którego jednak nie zdołał uchronić przed spadkiem do drugiej ligi.
We wrześniu 2008 Herrera zastąpił José Luisa Trejo na stanowisku trenera klubu Tecos UAG, którego barwy reprezentował już jako piłkarz. W 2010 roku zajął z nim drugie miejsce w rozgrywkach InterLigi, dzięki czemu jego drużyna zakwalifikowała się do Copa Libertadores. Tam Tecos odpadli jednak już w rundzie wstępnej i nie zdołali awansować nawet do fazy grupowej. Przez cały 2011 rok po raz drugi był trenerem Atlante FC, tym razem mającego już siedzibę w mieście Cancún, lecz nie odniósł z nim żadnego sukcesu. W listopadzie 2011 został nowym szkoleniowcem jednego z najpopularniejszych i najbardziej utytułowanych zespołów w Meksyku, stołecznego Club América, który pod jego przewodnictwem szybko dołączył do grona czołowych drużyn w lidze. W wiosennym sezonie Clausura 2013 wywalczył z Américą tytuł mistrza Meksyku, rekordowy, jedenasty w historii klubu, a pierwszy w swojej karierze trenerskiej.
W październiku 2013 Herrera został tymczasowym selekcjonerem reprezentacji Meksyku w celu poprowadzenia jej w dwumeczu barażowym z Nową Zelandią decydującym o awansie do Mistrzostw Świata 2014. Jednocześnie nie zrezygnował z funkcji trenera Amériki, której zarząd "wypożyczył" go wraz z całym sztabem szkoleniowym Meksykańskiemu Związkowi Piłki Nożnej. Prowadzona przez niego kadra, złożona wyłącznie z graczy występujących w lidze meksykańskiej, pokonała ostatecznie Nowozelandczyków w dwumeczu łącznym wynikiem 9:3 (5:1, 4:2) i awansowała na mundial. W grudniu 2013 oficjalnie potwierdzono, że Herrera pozostanie na stanowisku selekcjonera na stałe. W jesiennym sezonie Apertura 2013 zdobył jeszcze z Américą tytuł wicemistrza Meksyku, od nowego roku skupiając się wyłącznie na pracy z reprezentacją.
W 2014 roku Herrera poprowadził reprezentację Meksyku podczas Mistrzostw Świata w Brazylii. Tam jego podopieczni okazali się jednym z najefektowniej grających drużyn, w fazie grupowej pokonując Kamerun (1:0), remisując z Brazylią (0:0) i wygrywając z Chorwacją (3:1), mimo podejmowanych na ich niekorzyść kontrowersyjnych decyzji sędziowskich. Meksykanie odpadli jednak wówczas z mundialu już w 1/8 finału po porażce z Holandią (1:2), po stracie obydwóch goli w samej końcówce spotkania. Selekcjoner był chwalony przez meksykańskie i ogólnoświatowe media za umiejętne zastosowanie systemu 5-3-2 z ofensywnie grającymi bocznymi obrońcami (Miguelem Layúnem i Paulem Aguilarem), wypromowanie mało znanych wcześniej zawodników (między innymi bramkarza Guillermo Ochoi oraz pomocników Héctora Herrery i José Juana Vázqueza) i namówienie na powrót do reprezentacji doświadczonego Rafaela Márqueza, który okazał się liderem zespołu. Bezpośrednio po mundialu Herrera przedłużył kontrakt z krajową federacją do 2018 roku.
Mimo początkowych udanych występów już kilka miesięcy później Herrera znalazł się w ogniu krytyki za kiepski występ prowadzonej przez niego rezerwowej reprezentacji Meksyku podczas Copa América w 2015 roku. Podczas rozgrywanego w Chile turnieju meksykańska kadra, złożona niemal wyłącznie z graczy występujących w rodzimej lidze, spisała się znacznie poniżej oczekiwań, po słabej grze odpadając w fazie grupowej po zajęciu w niej ostatniego miejsca wskutek remisów z Boliwią (0:0), Chile (3:3) i porażki z Ekwadorem (1:2). Kilkanaście dni później Herrera poprowadził natomiast reprezentację – już w najsilniejszym składzie, wzmocnioną czołowymi meksykańskimi zawodnikami – na Złotym Pucharze CONCACAF. Meksykanie triumfowali ostatecznie w tym turnieju; w fazie grupowej pokonali Kubę (6:0) i zremisowali z Gwatemalą (0:0) oraz Trynidadem i Tobago (4:4), w ćwierćfinale wyeliminowali po dogrywce Kostarykę (1:0), w półfinale – również po dogrywce – Panamę (2:1), zaś w finale pokonali Jamajkę (3:1). Kadra była jednak krytykowana za słabe występy, zaś do finału dotarła w dużej mierze za sprawą błędów sędziowskich; w ćwierćfinale i półfinale arbitrzy podyktowali dla niej dwa niesłuszne rzuty karne, które zadecydowały o losach tamtych meczów.
Zaledwie dzień po wygraniu Złotego Pucharu CONCACAF Herrera wdał się w bójkę na lotnisku w Filadelfii z Christianem Martinolim, komentatorem piłkarskim stacji TV Azteca, z którym pozostawał w długotrwałym konflikcie. Kilkanaście godzin późnej został wskutek tego incydentu zwolniony ze stanowiska selekcjonera – Meksykański Związek Piłki Nożnej ocenił jego zachowanie jako niedopuszczalne i sprzeczne z zasadami etycznymi. Ogółem reprezentację Meksyku poprowadził przez niecałe dwa lata w 37 meczach, w których odniósł 19 zwycięstw, 11 remisów i 7 porażek. W styczniu 2016 został szkoleniowcem Club Tijuana.